# Castle Stalker
Castle Stalker ist ein Tower House, etwa 2,5 Kilometer nordöstlich von Port Appin, einem Dorf in Argyll and Bute in Schottland. Die Inselburg steht auf einer kleinen, felsigen Gezeiteninsel im Loch Laich, einer Bucht des Loch Linnhe, etwa auf halbem Weg zwischen Oban und dem Glen Coe in den westlichen schottischen Highlands. Sie ist mit dem Boot, bei Ebbe auch zu Fuß zu erreichen.
Der Name leitet sich vom schottisch-gälischen Caisteal an Stalcaire ab, was „Burg des Jägers“ bedeutet.

## Beschreibung
Die Reste bestehen aus einem imposanten, gut erhaltenen Turmhaus und fragmentarischen Resten eines dazugehörigen Barmkins. Es gibt keine Anzeichen für einen Damm, so dass der Zugang immer per Boot erfolgte. Vom Pier führt eine grobe Treppe, von der noch Spuren vorhanden sind, zum Barmkin, der den Turm, abgesehen von der Nordwestseite, umschlossen zu haben scheint.
Das Turmhaus misst etwa 14,8 × 11,8 Meter mit über 2,7 Meter dicken Mauern. Es besteht aus dem Erdgeschoss, zwei Obergeschossen und einer Mansarde. Der Eingang befindet sich in der Südostwand des Erdgeschosses und hat zwei Türen, von denen die innere wahrscheinlich durch eine Deichsel gesichert wurde. Er ist durch Pechnasen geschützt. Das Erdgeschoss besteht aus drei Räumen und einem Gefängnis, die Tonnengewölbe haben. In der nördlichen Ecke bildet eine Treppe den Zugang zu den oberen Stockwerken. Die erste und zweite Etage bestehen jeweils aus einem einzigen großen Raum, während ein geschlossener Brüstungsweg die Mansardenkammer umgibt.

## Geschichte
Der Standort ähnelt zwar dem der prähistorischen Crannógs, die Insel ist jedoch natürlichen Ursprungs.
Die Burg wurde etwa um 1320 als kleine Befestigung vom Clan MacDougall, den damaligen Lords of Lorn, errichtet. Um 1388 ging die Burg in den Besitz der Stewarts über, die sie ab etwa 1440 in ihre heutige Form als kompaktes, viergeschossiges Tower House ausbauten. Nach mehreren Besitzerwechseln verließen die letzten Bewohner der Familie Campbell um 1840 das langsam verfallende Gebäude.
Im Jahr 1908 wurde die Burg von Charles Stewart of Achara gekauft, der erste Restaurierungsarbeiten durchführte. 1965 übernahm  Stewart Allward die Anlage und stellte sie vollständig wieder her.
Castle Stalker ist nahezu authentisch restauriert und gilt als einer der am besten erhaltenen mittelalterlichen Wohntürme im Westen von Schottland. Es ist Bestandteil der „Lynn of Lorn National Scenic Area“, einer der 40 schönsten Landschaften in Schottland.
Die Burg befindet sich in Privatbesitz und ist nur nach vorheriger Vereinbarung zu besichtigen.

## Trivia
Die malerische Silhouette der trutzig-düsteren Inselburg vor einer dramatischen Gebirgsszenerie hat sie zu einem beliebten Foto- und Filmmotiv werden lassen. Besonders bekannt ist Castle Stalker als Gralsburg „Schloss von Aaaaaaaargh“ in der Schlussszene  des Kinofilms Die Ritter der Kokosnuß der englischen Komikergruppe Monty Python. Auch im Film Highlander III - Die Legende ist sie zu sehen.